# Zisterzienser

Wappen des Zisterzienserordens mit der Devise Cistercium mater nostra („Cîteaux/Zisterz, unsere Mutter“)

Zisterzienser und Zisterzienserinnen nennen sich die Mönche bzw. Nonnen, die in der Tradition der Gründer des Klosters Cîteaux ein Leben des Gebets, der Lesung und der Arbeit führen wollen. Der Zisterzienserorden entstand durch Reformen aus der Tradition des Ordens der Benediktiner. Zu den verschiedenen Zweigen der Zisterzienser zählen neben dem Zisterzienserorden (lateinisch Ordo Cisterciensis, Ordenskürzel OCist, früher SOCist), einem monastischen Orden in der römisch-katholischen Kirche, auch die Zisterzienser der strengeren Observanz, genannt Trappisten (Ordenskürzel OCSO, früher OCR) und die männlichen und weiblichen Laiengemeinschaften der Zisterzienseroblaten, die einem der genannten Orden unterstellt sind, sowie die Kongregationen der Bernhardinerinnen. Außerhalb der katholischen Kirche gibt es die Gemeinschaft der Evangelischen Zisterzienser-Erben und den Orden von Port Royal.

## Geschichte
Mutterkloster und Namensgeber der Zisterzienser ist das 1098 von dem Benediktiner Robert von Molesme († 1111) und zwanzig weiteren Mönchen der Abtei Molesme gegründete Kloster Cîteaux (lateinisch Cistercium, deutsch Zisterze). Abweichend werden Zisterzienser aber auch nach dem hl. Bernhard von Clairvaux Bernhardiner bzw. Bernhardinerinnen genannt. In Frankreich ist die Bezeichnung Bernardins geläufiger.

### Gründung des Ordens

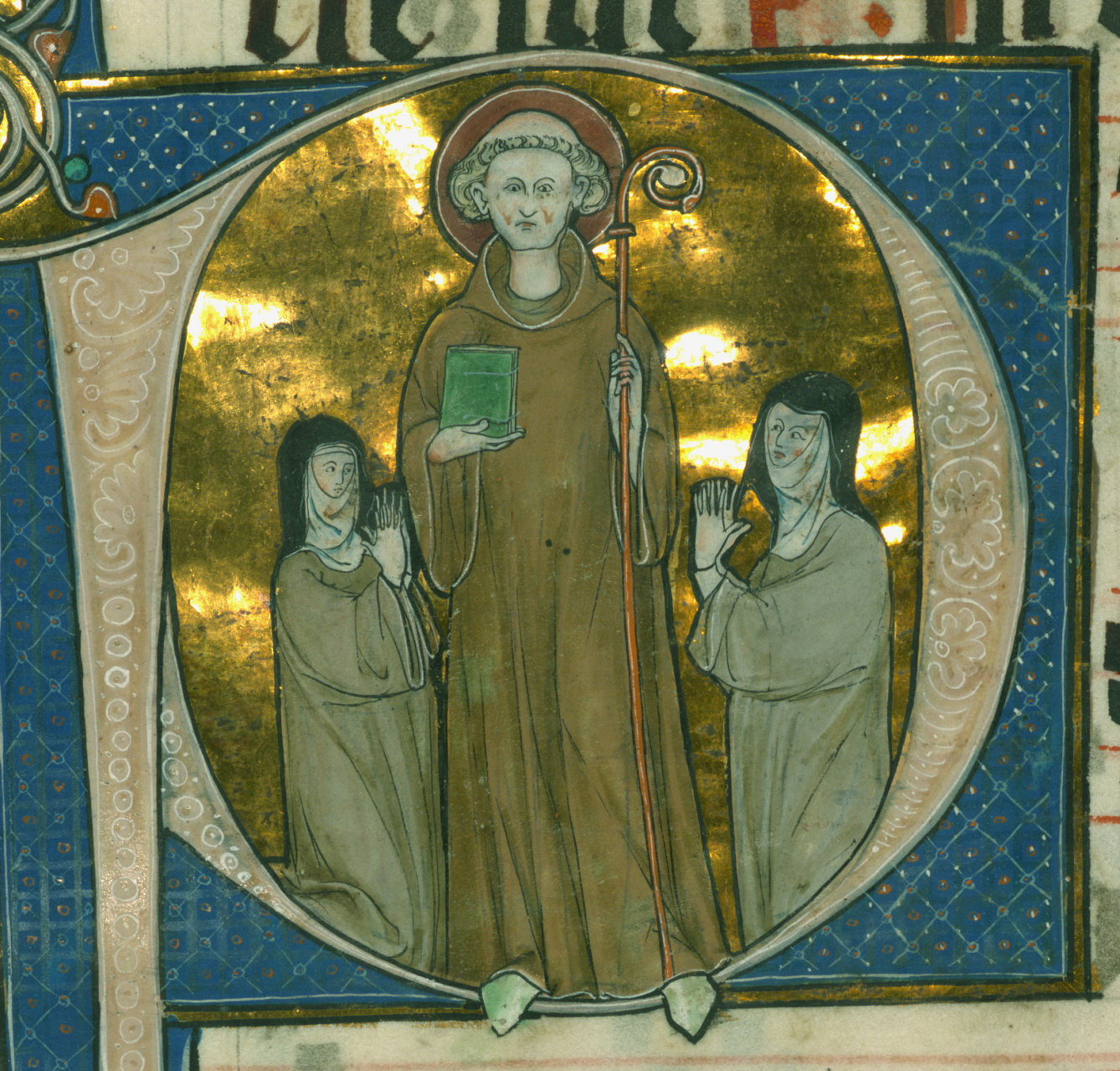
Der hl. Bernhard von Clairvaux im Antiphonar der Äbtissin von Sainte Marie de Beaupré, 1290

Ein wesentlicher Anlass zur Ordensgründung war in der vom Kloster Cîteaux etwa 100 Kilometer entfernten Abtei Cluny zu suchen. Diese große und angesehene Benediktinerabtei in Burgund hatte im 11. Jahrhundert durch Spenden, Stiftungen und Erbschaften ein großes Vermögen und weite Ländereien erworben. Die ursprüngliche Einfachheit der monastischen Lebensweise und das Ideal, von der eigenen Hände Arbeit zu leben, wurden in Cluny vernachlässigt.
Vor diesem Hintergrund bemühte man sich im 11. Jahrhundert an verschiedenen Orten, die ursprünglichen Ideale der Benediktsregel wieder zur Geltung zu bringen. In diesem Kontext steht auch die Gründung der Abtei in Molesme im Jahre 1075 durch Robert von Molesme. Allerdings war ihm schon nach kurzer Zeit das Leben seiner Klostergemeinschaft nicht streng genug, so dass er 1098 mit anderen reformbereiten Mönchen aus Molesme auszog und in einer abseits gelegenen Gegend in Cîteaux ein neues Kloster gründete. Die neue Gemeinschaft hatte das Ziel, die Ordensregel des Benedikt von Nursia (Regula Benedicti) in wörtlicher Auslegung zu leben. Einnahmen aus Verpachtung und Zinsen sowie die Erhebung des Zehnten lehnte sie ab. Abgeschiedenheit von der Welt und Einfachheit der Lebensweise gehörten zu ihren Grundidealen.
Robert von Molesme wurde bereits 1099 auf Betreiben seiner früheren Mitbrüder von Papst Urban II. nach Molesme zurückberufen. An seine Stelle als Abt von Cîteaux trat Alberich von Cîteaux, der das Kloster zehn Jahre lang leitete. 1109 löste ihn Stephan Harding ab, der der neuen Gemeinschaft mit seiner Carta Caritatis eine Verfassung gab; am 23. Dezember 1119 wurde diese durch Papst Calixt II. in der Bulle Ad hoc in apostolicae sedis bestätigt. Manche vertreten Stephan Harding als Gründergestalt des Zisterzienserordens; die Bewegung gilt als der erste zentralistisch gegliederte Ordensverband der Kirchengeschichte.
Die eigentliche Blütezeit von Cîteaux begann mit dem Eintritt Bernhards, Sohn des Ritters Tescelin le Roux aus Fontaine-lès-Dijon. Er trat im Jahr 1112 mit 30 Gefährten dem Konvent bei. Von diesem Zeitpunkt an wuchs die Gemeinschaft rasch, sodass man bald vier Tochterklöster, die sogenannten Primarabteien, gründen konnte: 1113 La Ferté, 1114 Pontigny und 1115 Clairvaux, dessen Abt Bernhard wurde, sowie schließlich im gleichen Jahr Morimond. 1120 wurde mit der Abtei Tart das erste Zisterzienserinnenkloster gegründet.

Cîteaux und seine vier ersten Tochterklöster

### Ausbreitung und Blütezeit
Insbesondere aufgrund des Wirkens von Abt Bernhard von Clairvaux begann der Orden sich sehr rasch in ganz Europa auszubreiten. Durch Predigt, persönliches Beispiel und theoretische Vorgaben zum Klosterbau wurde er zum eigentlichen Ordensvater, so dass die Zisterzienser manchmal als Bernhardiner bezeichnet werden. Ein weiblicher Zweig nennt sich heute Bernhardinerinnen.
Der Orden breitete sich auf zwei verschiedene Arten aus: Einerseits wurden neue Konvente an Stellen gegründet, an denen es zuvor keine Klöster gegeben hatte, andererseits schlossen sich zahlreich bereits bestehende Abteien dem Orden an. Am Ende der dynamischen Expansionsperiode, also um 1300, war der Orden in allen wichtigen Ländern Europas vertreten und zählte insgesamt 742 Niederlassungen.
Ab dem 13. Jahrhundert erlaubte der Zisterzienserorden auch Frauenkonventen, sich dem Orden anzuschließen, wogegen er sich zuvor gesträubt hatte. In der Folge stieg die Anzahl der Klöster der Zisterzienserinnen stark an. Dies erfolgte zum einen durch Neugründung von Klöstern, aber auch zahlreiche bereits bestehende Frauenklöster wurden nach zisterzienserischen Regeln reformiert und dem Orden unterstellt. Im Generalkapitel wurde die Expansion argwöhnisch betrachtet. Es beschloss 1228, keine weiteren Frauenklöster mehr in den Orden aufzunehmen.

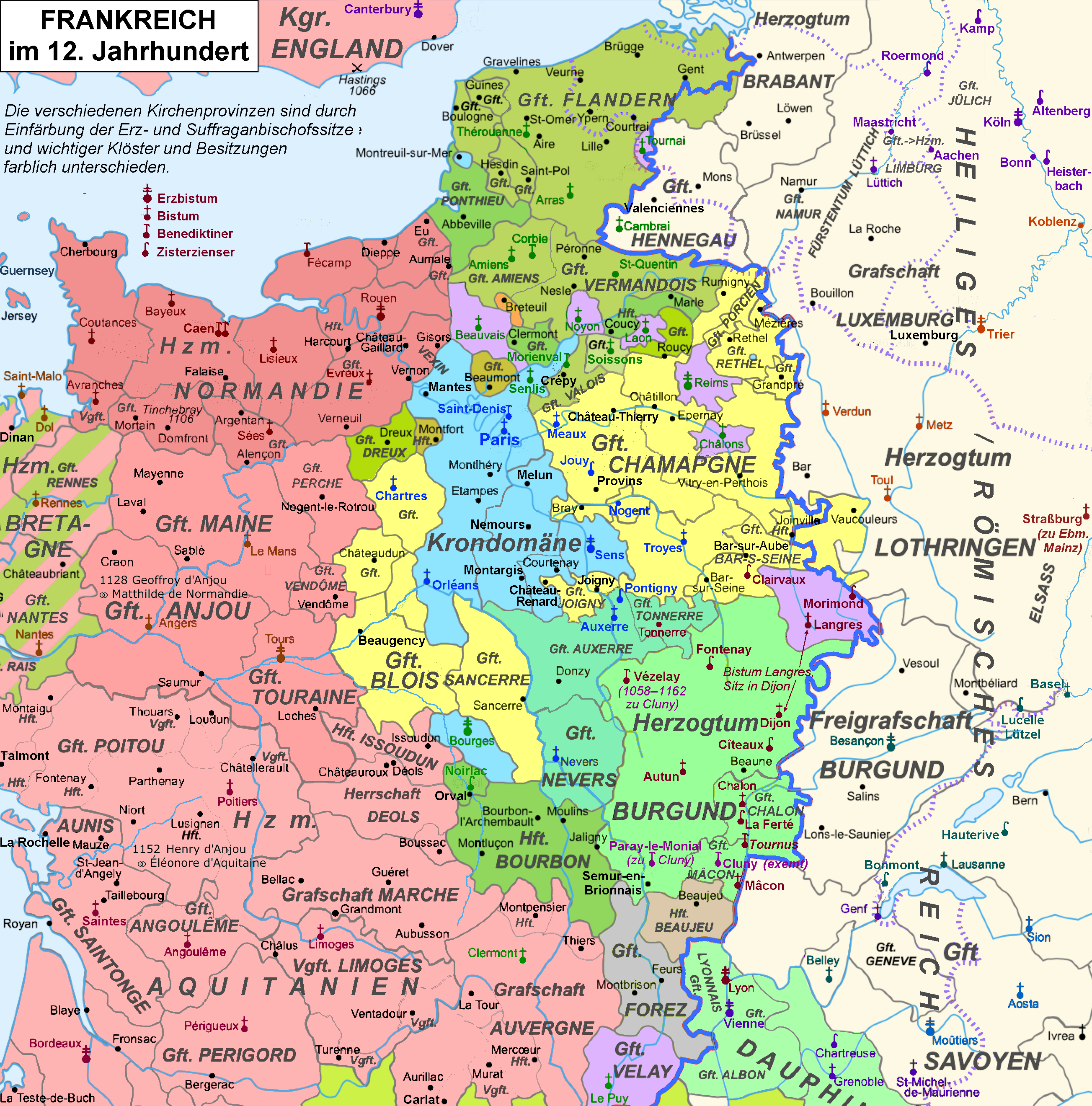
Frankreich im 12. Jahrhundert

#### Entwicklung in Frankreich
Wichtige Teile des heutigen Frankreich gehörten im 12. Jahrhundert noch zum Heiligen Römischen Reich, insbesondere Lothringen und alles Gebiet östlich der Rhone (unter anderem die Abtei Hautecombe). Im Gegenteil unterstand sogar das Herzogtum Burgund (mit Cîteaux) zwar weltlich als Lehen dem König von Frankreich, aber kirchlich dem Erzbistum Lyon, dessen Sitz im Heiligen Römischen Reich lag.
Geographisches Zentrum des Ordens war Frankreich, auch wenn die Dominanz der französischen Klöster im Laufe des 12. Jahrhunderts abnahm. Um 1150 lagen noch 180 von 350 Klöstern in Frankreich, um 1300 nur noch ca. 240–250 von 700. Die dynamische Entwicklung in Frankreich wurde seinerzeit durch die Unterstützung höchster kirchlicher und politischer Kreise ermöglicht, die besonders durch das Wirken Bernhards vermittelt wurde. Die Könige von Frankreich, die Herzöge von Burgund, die Grafen der Champagne und viele andere Adelige förderten Niederlassungen des Ordens mit umfangreichen Stiftungen. Zu den bedeutenden französischen Zisterzen zählen (zusätzlich zu den fünf ersten) auch Fontenay (Burgund), Trois-Fontaines (frz. Teil des Hzm Bar), Longpont (bei Soissons), Ourscamp (bei Noyon). Im Bistum Auxerre lag das Kloster Pontigny, dessen Abteikirche in zisterziensisch schlichter Ausstattung am Beginn der Gotik entstand.

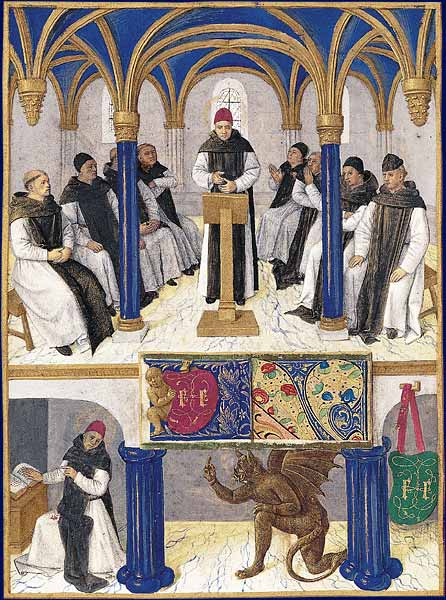
Bernhard von Clairvaux als Lehrer im Kapitelsaal, von Jean Fouquet, im Musée Condé, Chantilly

#### Entwicklung in den Niederlanden und Belgien
Niederländisches und wallonisches Sprachgebiet waren im 12. Jahrhundert zwischen dem Heiligen Römischen Reich und Frankreich aufgeteilt; Flandern und das Artois gehörten zum Königreich Frankreich und als Bistum Thérouanne zum Erzbistum Reims. Die Grafschaft Hennegau und große Teile des Herzogtums Brabant gehörten zum Heiligen Römischen Reich und zum Reims unterstehenden Bistum Cambrai. Der Osten Belgiens und der größte Teil der heutigen Niederlande gehörten zum Heiligen Römischen Reich. Zu den Suffraganen des Erzbistums Köln gehörten das Bistum Utrecht (mit dem der größte Teil der heutigen Niederlande), das Bistum Lüttich (östliches Belgien), das Bistum Limburg und das Bistum Münster mit den Groninger Ommelanden.
Auch auf dem Gebiet der heutigen Niederlande und Belgiens entwickelte sich der Orden rasch. In den 30er Jahren des 12. Jahrhunderts wurden mit Orval (1132), Vaucelles (1132) und Ter Duinen (1138) die ersten drei Abteien gegründet, denen während des 12. und 13. Jahrhunderts noch viele weitere folgten. Auch zahlreiche Frauengemeinschaften suchten seelsorgerliche Betreuung bei den Zisterziensern und bemühten sich um den Anschluss an den Orden. Ab 1182 zeigten sich die Mönche mit der Inkorporierung des Frauenklosters Herkenrode bereit, dieser Aufgabe nachzukommen. Die Zisterzienserinnenkonvente der Niederlande und Belgiens brachten zahlreiche geistig bedeutende Persönlichkeiten hervor, so zum Beispiel die Mystikerinnen Ida von Nivelles, Lutgard von Tongern und Beatrijs von Nazareth. Die Zisterzienser waren bald aufgrund ihrer effektiven Wirtschaftsweise ein bedeutender Faktor für die Region. Zum Teil setzten sie ihre große Kapitalkraft für den Landesausbau ein, etwa durch größere Eindeichungsmaßnahmen. Hier ist zum Beispiel die Abtei Ten Duinen zu nennen, die nicht nur größere Einpolderungsmaßnahmen durchführte, sondern deren Äbte auch mehrfach als Ratgeber der Grafen von Flandern auftraten. Kloster Aduard nordwestlich von Groningen galt einst als das reichste, größte und berühmteste Kloster in den nördlichen Niederlanden. Seine (heute verschwundene) Basilika wurde ab 1240 mit einem Umgangschor errichtet, acht Jahre vor dem Baubeginn des gotischen Kölner Doms.

#### Entwicklung in Deutschland

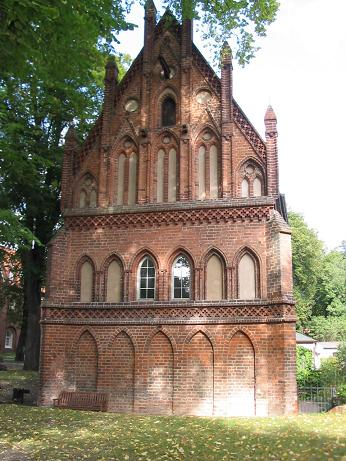
Kloster Lehnin, „Königshaus“, 14. Jahrhundert

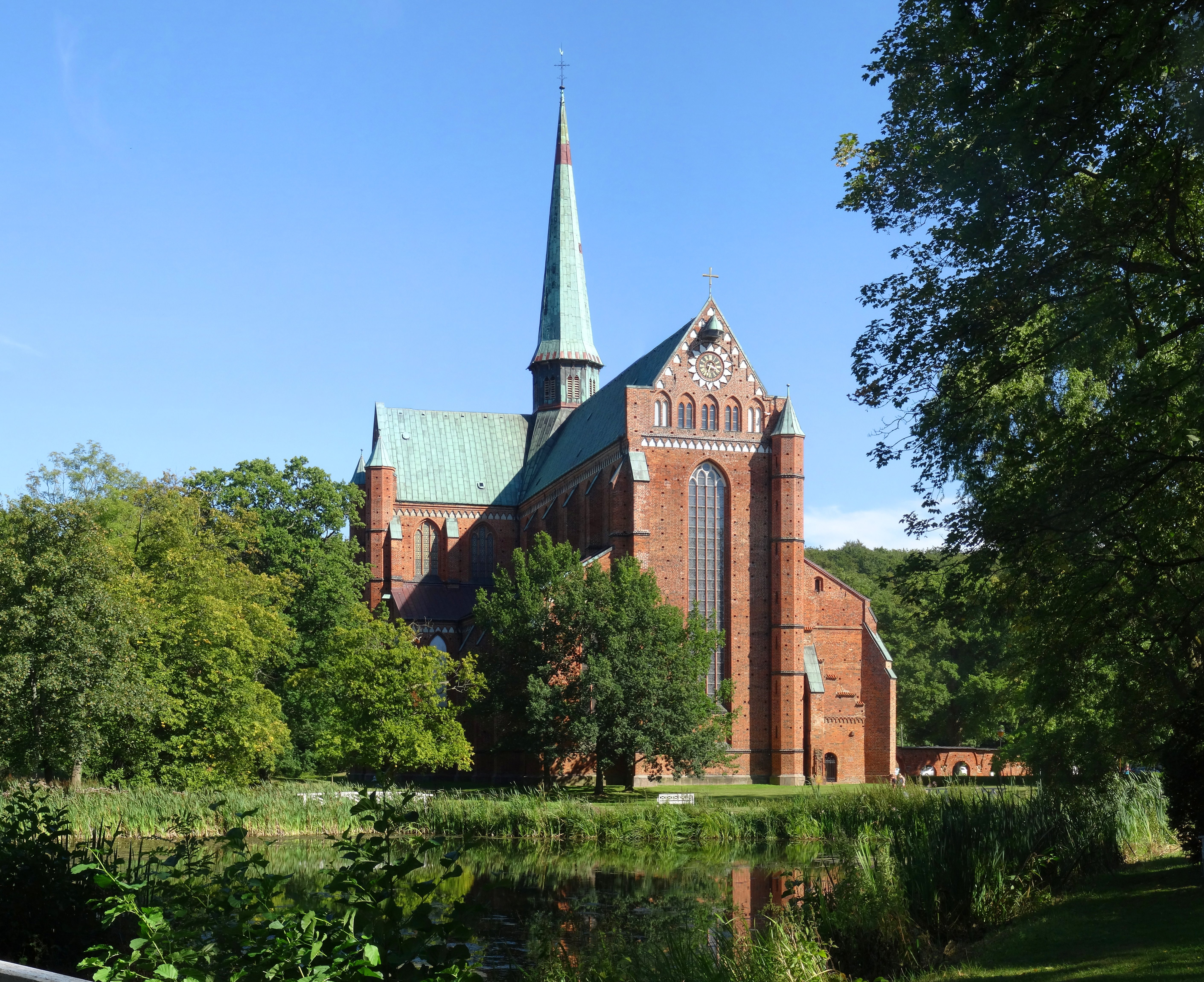
Münster Bad Doberan

Insgesamt entstanden 91 Männerklöster auf dem Gebiet des späteren Deutschland. Das erste deutsche Zisterzienserkloster war das 1123 gegründete Kloster Kamp; im Jahre 1127 folgte Kloster Ebrach und kurz darauf Kloster Walkenried. Zwar war der Orden erst ab 1190 dazu bereit, auch Frauenklöster in den Orden zu inkorporieren, trotzdem entstanden schon im 12. Jahrhundert in Deutschland insgesamt 15 Konvente für Frauen. Im 13. Jahrhundert kam es sogar zu einer Art „Gründungsboom“: Zwischen 1200 und 1250 entstanden etwa 160 Zisterzienserinnenklöster im deutschen Sprachraum.
Die männlichen Zisterzienser erlangten im 12. und 13. Jahrhundert durch ihre Besiedlungen, besonders im Raum östlich der Elbe, hervorragende Bedeutung. Hier sind unter anderem die Zisterzen Sittichenbach, Doberan, Lehnin, Pforta, für Schlesien Kloster Leubus (in Polen), für Pommern Kloster Kolbatz, für Pommerellen Kloster Pelplin und für den böhmischen Bereich Kloster Waldsassen zu nennen. Diese Klöster wurden von den jeweiligen regionalen adeligen Herren unter anderem mit dem Ziel unterstützt, über die Missionierung der in diesen Gebieten lebenden, zum Teil noch heidnischen Slawen und über die wirtschaftliche Leistungskraft der Mönche das Land zu konsolidieren und schrittweise auszudehnen. Die Zisterzienser schufen hier landwirtschaftliche Musterbetriebe, förderten Obst- und Weinbau, Pferde- und Fischzucht, Bergbau sowie den Wollhandel und trugen auch zur Verbreitung der hochmittelalterlichen Kultur bei. Viele im Zuge des zisterziensischen Baubooms geschaffenen Gebäude wiesen Elemente des neu entstehenden gotischen Baustils auf, wie zu sehen zum Beispiel im Kloster Chorin, was dessen mittel- und osteuropäische Ausbreitung förderte. Bedeutende spätmittelalterliche monastische Bibliotheken befanden sich in den Klöstern zisterziensischer Regel, etwa in der Abtei Himmerod.
In der Mystikbewegung erlangten drei deutsche Zisterzienserinnen große Bedeutung: Mechthild von Magdeburg, Mechthild von Hackeborn und die hl. Gertrud von Helfta, die alle dem Kloster Helfta angehörten, das man „die Krone der deutschen Frauenklöster“ nannte.

#### Entwicklung in Österreich
Das Stift Rein wurde 1129 durch Markgraf Leopold den Starken gegründet und von Kloster Ebrach aus besiedelt. Es ist das weltweit älteste noch bestehende Zisterzienserkloster. Die Gründung des Klosters Heiligenkreuz erfolgte 1133 vom Mutterkloster Morimond in Burgund. Weitere Neugründungen waren unter anderem 1138 das Stift Zwettl, 1142 Stift Viktring, 1202 das Stift Lilienfeld, 1263 das Kloster Goldenkron und 1273 das Stift Stams.

#### Entwicklung in der Schweiz
Das Gebiet der Schweiz gehörte im 12. Jahrhundert zu großen Teilen weltlich den Zähringern. Kirchlich gehörte es abgesehen von Genf zu den Bistümern Konstanz, Basel und Lausanne, die beiden letzteren unterstanden dem Erzbistum Besançon mit Sitz in der Freigrafschaft Burgund.
Die Kirchen der Klöster Bonmont und Hauterive wurden (wie Fontenay) in einer betont schlichten Abwandlung des romanischen Stils von Cluny errichtet.
Das Stift Olsberg wurde 1236 gegründet und 1803 aufgehoben.
Siehe auch
- Kategorie:Zisterzienserkloster in der Schweiz
- Kategorie:Zisterzienserinnenkloster in der Schweiz

#### Entwicklung in Spanien und Portugal
Die Zisterzienser entwickelten sich auf der iberischen Halbinsel im Kontext der Reconquista, also der Wiedereroberung der seit Jahrhunderten von den muslimischen Mauren beherrschten Gebiete. Der Orden trug zum einen zur Besiedelung und wirtschaftlichen Erschließung der neu gewonnenen Gebiete bei und inspirierte zum anderen die hispanischen Ritterorden, die unmittelbar an der Eroberung beteiligt waren. Dabei wurde er von den Königshäusern Kastiliens, Aragóns und Portugals protegiert. Die ersten Zisterzen wurden zwischen 1140 und 1142 gegründet. Bis zum Ende des 12. Jahrhunderts gab es mehr als 40 von ihnen.
Der militärische Orden von Calatrava entstand unter Mitwirkung der Zisterzienser und wurde ihnen 1187 offiziell angeschlossen. Auch die Ritterorden von Alcántara und Avis sowie der Orden der Christusritter orientierten sich in ihrem religiösen Leben an ihnen.

#### Entwicklung in Polen

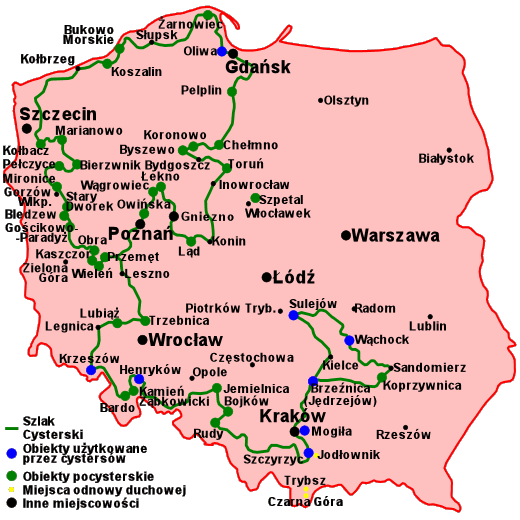
Zisterzienser im 12. Jh. in Schlesien, Pommern, Klein- und Großpolen (Karte des heutigen Polens)

Die Zisterzienser kamen in der Mitte des 12. Jahrhunderts nach Polen. Die ersten Klöster entstanden in Brzeźnica (1149–1153), heute zur Gmina Jędrzejów sowie in Łekno in der Nähe von Wągrowiec (1143). Zudem entstanden weitere Klöster in Ląd (1153), Lubiąż (1163), Sulejów (1176), Wąchock (1179), Koprzywnica (1185) und Oliwa (1186). Im 13. Jahrhundert wurden Klöster in Trzebnica (1202), erstes Nonnenkloster der Zisterzienser in Polen, Mogiła bei Krakau (1222), Kamieniec Ząbkowicki (1222), Henryków (1227), Szpetal (1230), Obra (1231), Bledzew (1232), Szczyrzyc (1234), Paradyż (1234), Koronowo (1254), Rudy (1255), Pelplin (1276), Przemęt (1278), Bierzwnik (1286) und Krzeszów (1292) gegründet. Im 14. Jahrhundert kamen Köster in Jemielnica und Cieplice Śląskie-Zdrój hinzu. Kurzzeitig bestand ein Zisterzienserkloster auch in Bardo. Aktiv sind dagegen weiterhin die Klöster in Mogila, Jedrzejów, Szczyrzyc und Wąchock. Zisterzienser führen auch die Gemeinden in Oliwa, Henryków und Sulejów. In Bad Landeck gibt es ein traditionelles alt-katholisches Ordenshaus der Mariawiten Obedienz. Dort führen die Zisterzienser Spittler im Heilbadkurort Klosterheilkunde und Hydriatik Kuren für Kurgäste aus Deutschland und Polen durch. Diese Unternehmung genießt die Afilation der UNESCO als Weltkulturerbe.

#### Mittelalterliche Missionstätigkeit in Livland und Preußen
Der Zisterziensermönch Christian von Preußen begann um 1206 mit der Verkündigung der christlichen Lehre unter den Prußen. Diese bis dahin heidnischen Völker zeigten sich verhältnismäßig empfänglich für Christians Botschaft; 1215 wurde er von Papst Innozenz III. zum Missionsbischof für das Gebiet geweiht. 1228 gründete er den Orden der Milites Christi de Prussia – ähnlich wie die von Calatrava eine ritterliche Version des Mönchsordens von Cîteaux –, denen allerdings wenig Erfolg beschieden war. Von 1233 bis 1238 war Christian Gefangener der Preußen. Bereits ab 1231 wirkte der Deutsche Orden als Nachfolger der Zisterzienser im preußischen Gebiet. Als 1243 eine kirchliche Ordnung für Preußen errichtet wurde, erfolgte keine entsprechende Ernennung von Bischof Christian zum Verantwortungsträger; er zog sich in das Kloster Sulejów zurück.

### Stagnation, Krise und Reformbemühungen im Spätmittelalter
Ende des 13. Jahrhunderts begannen sich die Zisterzienser von ihren Gründungsidealen zu entfernen. Die effiziente Wirtschaftsweise hatte die einzelnen Klöster reich gemacht, gleichzeitig traten nicht mehr genug Laienbrüder (Konversen) in die Klöster ein, unter anderem weil junge Männer aus nicht-adeligen Familien sich in dieser Zeit eher den neu aufkommenden Bettelorden, vor allem den Franziskanern und Dominikanern, anschlossen. Aufgrund dieser Entwicklung konnten die umfangreichen Ländereien nicht länger in Eigenarbeit bewirtschaftet werden. Daher begannen die Zisterzienser, von den Abgaben abhängiger Pachtbauern zu leben, wie zuvor schon die Benediktiner. Der Wohlstand der Konvente führte in vielen Fällen zu einer Aufweichung der asketischen Lebensführung, der Lebensstil mancher Gemeinschaften wurde aufwendig.
Die Ausbreitung der Bettelorden führte zu einer Stagnation in der Ausbreitung des Zisterzienserordens. Trotzdem blieb die Zahl der Klöster groß. So gab es Mitte des 13. Jahrhunderts 647 Zisterzienserklöster; 1675 gehörten 724 Klöster dem Orden an. Ab 1425 schlossen sich wegen der weiten geographischen Ausbreitung des Ordens und der damit verbundenen Schwierigkeit einer zentralen Führung Zisterzienserklöster nach dem Vorbild der Benediktiner zu Kongregationen zusammen. Auch wenn sich die Colligatio Galiaensis nicht als Kongregation bezeichnete, gehörte diese für die besonders strenge Einhaltung der Ordensregeln bekannte Gruppe reformierter Klöster in diesen Zusammenhang. Diese lagen vor allem in den Niederlanden, am Niederrhein und in Westfalen.

### Neuzeit

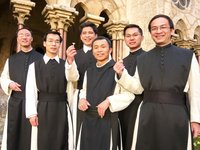
Junge Zisterzienser aus Vietnam, zum Studium in Heiligenkreuz

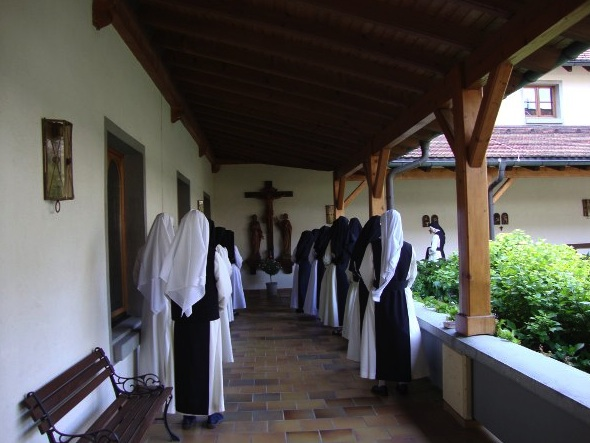
Zisterzienserinnen der Abtei Mariastern-Gwiggen bei der Statio

In Deutschland wurden in der Reformationszeit viele Zisterzienserklöster in den evangelischen Gebieten geschlossen und die Kirchen zu Pfarrkirchen umgewandelt. In der Reformationszeit verloren die Zisterzienser und Benediktiner insgesamt 1260 Klöster. Dennoch wurden einige Klöster in neuer Form, beispielsweise als Predigerseminar erhalten. So besteht bis heute das Kloster Loccum, das einen Abt hat und in dem jeden Tag seit 1600 eine der Horen des Stundengebets gebetet wird. Ein anderes Beispiel ist das im Jahre 1135 durch Graf Siegfried IV. von Boyneburg gegründete Kloster Amelungsborn. Amelungsborn wurde nicht aufgehoben, als Abt und Konvent das Augsburger Bekenntnis annahmen. 1655 erließ der Herzog eine neue Klosterordnung und bestellte den in Holzminden neu eingesetzten Generalsuperintendenten zum Abt des Klosters. 1760 wurde die Klosterschule nach Holzminden verlegt und mit der dortigen Stadtschule vereinigt. Um 1810 endete jeder korporative Zusammenhalt, obgleich das Amt des Abtes im 19. Jahrhundert weiter bestehen blieb. Als 1875 die schulischen Aufgaben des Klosters durch die Verstaatlichung der Schule enden, bestand das Abtsamt noch als Ehrentitel für die hohe braunschweigische Geistlichkeit fort. Die evangelischen Zisterzienserkonvente haben sich in der Gemeinschaft der evangelischen Zisterzienser-Erben zusammengeschlossen.
In der römisch-katholischen Kirche kamen nach dem Konzil von Trient (1545–1563) im Zisterzienserorden Reformbestrebungen zur Erneuerung des Ordenslebens auf, zum Beispiel in Spanien die Kongregation der Bernardas Recoletas. 1606 bewirkte Octave Arnolfini (1579–1641, auch Octave Arnolphini geschrieben, latinisiert Octavius Arnolphini oder Octavius Arnolfini), seit 1605 Abt des Klosters Châtillon, eine Reform zahlreicher Abteien durch eine Rückkehr zur ursprünglichen Regel. 1789, am Vorabend der Französischen Revolution, lebten die Mönche in 55 der 230 damals in Frankreich bestehenden Zisterzienserabteien die von Abt Arnolfini wiedereingeführte strenge Observanz.
Im 17. Jahrhundert stand Abt Armand Jean Le Bouthillier de Rancé einer Reform des Klosters La Trappe vor, aus der die Zisterzienser der strengeren Observanz (OCSO) hervorgingen, die im Volksmund „Trappisten“ genannt werden. 1892 trennten sich die Trappisten dann auch organisatorisch von den Zisterziensern. Seither bestehen zwei eigenständige Zisterzienserorden, mit je eigenem Generalabt und Generalkapitel. Zusätzlich gibt es die ebenfalls zur Zisterzienserfamilie gehörenden Kongregationen Zisterzienserinnenkongregation San Bernardo (C.C.S.B.), die Bernhardinerinnen von Esquermes und die Kongregation von Anagni. Daraus ergibt sich eine Polysemie des Terminus Zisterzienser bzw. Zisterzienserin, insofern damit gemeint sein kann: a) alle Zisterzienser einschließlich Trappisten und weiteren Kongregationen b) Zisterzienser OCist und OCSO, aber ohne die weiteren Kongregationen c) Zisterzienser OCist ohne Trappisten und/oder ohne weitere Kongregationen d) (regional, zum Beispiel in Frankreich) die Trappisten, weil die Existenz der Zisterzienser OCist weithin unbekannt ist.
Im Zuge der Französischen Revolution wurde Cîteaux, die Mutterabtei des Zisterzienserordens, aufgehoben und die Mönche vertrieben. Dadurch brach die zentrale Führung des Ordens zusammen, da das Generalkapitel, das bisher in Cîteaux getagt hatte, nicht mehr dort stattfinden konnte. Auf die letzte Tagung des Generalkapitels vor der Revolution im Jahr 1786 folgte die nächste Tagung 1869 in Rom.
Im 20. Jahrhundert erlangte der Zisterzienserorden besonders durch schulische Tätigkeit größere Bedeutung. Daneben begann eine, wenn auch beschränkte, Missionstätigkeit in Südamerika. Die Trappisten konnten im 20. Jahrhundert zahlreiche Neugründungen in Nordamerika, Südamerika, in Afrika und Australien ins Leben rufen, die sich teilweise zu blühenden Zentren des monastischen Lebens entwickelt haben.
Nach dem Stand vom 1. September 2005 gehörten dem Zisterzienserorden (ohne Trappisten) 1626 Mönche und 825 Nonnen an.

## Geistliches Leben
Die Zisterzienser sind ein kontemplativer Orden. Sie führen ein äußerlich zweckfreies Leben, um frei zu sein für ihre Suche nach Gott. Kernmerkmale der Zisterzienserspiritualität sind ein Leben in der Klausur und gebunden an ein bestimmtes Kloster (Stabilitas loci), die Verbindung von abgeschiedenem Leben und zugleich Gemeinschaftsleben innerhalb des Klosters, die Pflege einer einfachen Lebensweise, Hochschätzung der Handarbeit sowie Chorgebet und betrachtendem Gebet. 
Einen besonderen Stellenwert im Zisterzienserleben nimmt die Marienverehrung ein. Die allermeisten Klosterkirchen sind der Jungfrau Maria geweiht, und im Stundengebet kommen marianische Antiphonen nach jeder größeren Gebetszeit vor. Obwohl die Benediktsregel keinen ausdrücklichen Hinweis auf Maria beinhaltet, erlebten die Mönche, die dieser Regel folgten (nicht nur im Zisterzienserorden) eine "innere Verwandtschaft" mit der "Geisteshaltung Mariens." Bernhard von Clairvaux ging wegen seiner profunden Marienverehrung in die theologische Literatur als Doctor marialis (bzw. marianus) ein.
Zum Habit der Zisterzienser gehört eine weiße oder graue Tunika, ein Skapulier mit Gürtel oder Zingulum und bei den Mitgliedern mit ewiger Profess eine weiße Kukulle. Die Zisterzienserinnen tragen dazu einen Schleier, der bei den ewigen Professen schwarz ist, bei den Novizinnen weiß. Zudem tragen die Novizinnen statt des schwarzen Skapuliers der Professen ein weißes.
Aufnahme und Ausbildung

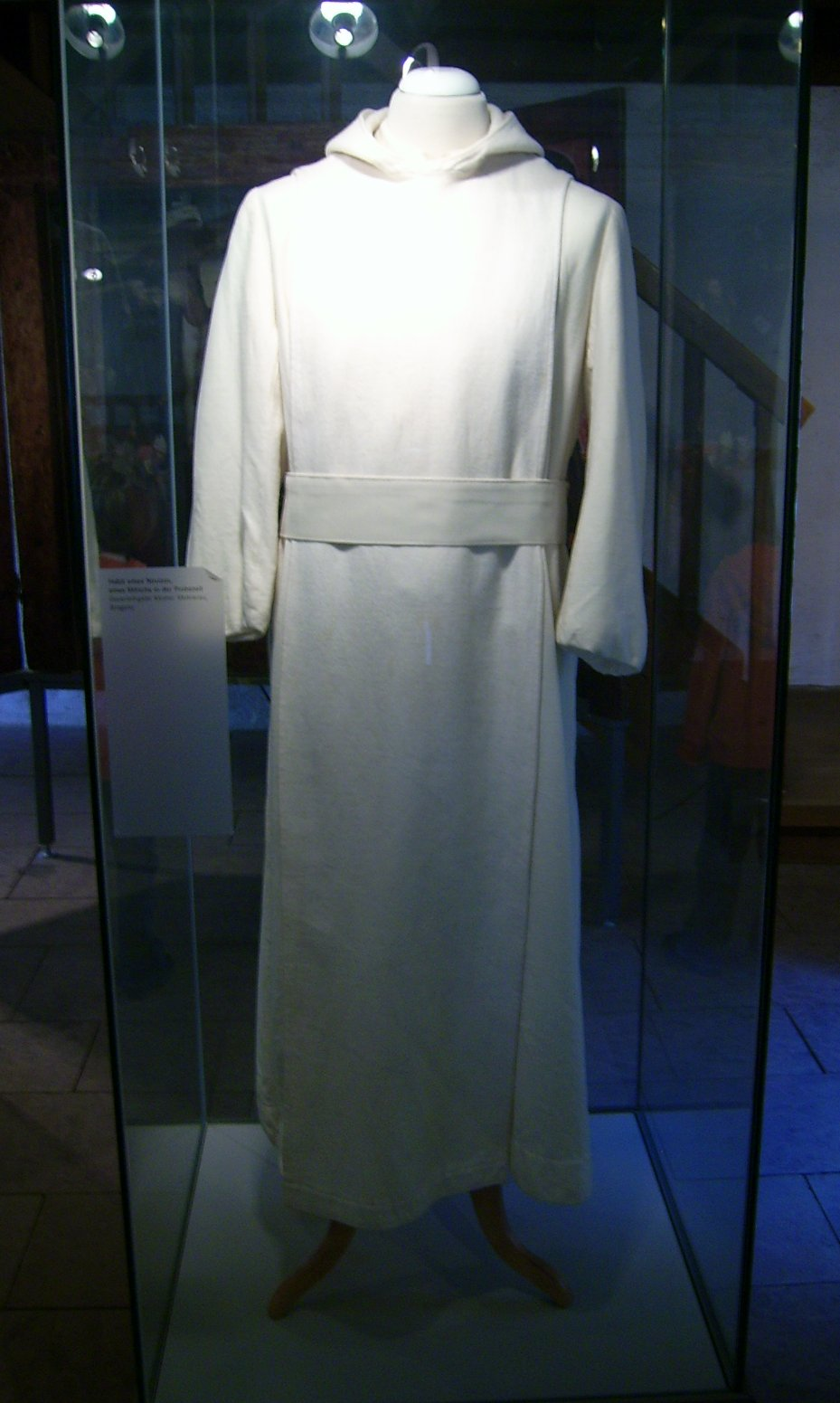
Habit eines Novizen
Während des Noviziats ist das Skapulier weiß; mit der einfachen Profess erhält der Mönch das schwarze Skapulier.

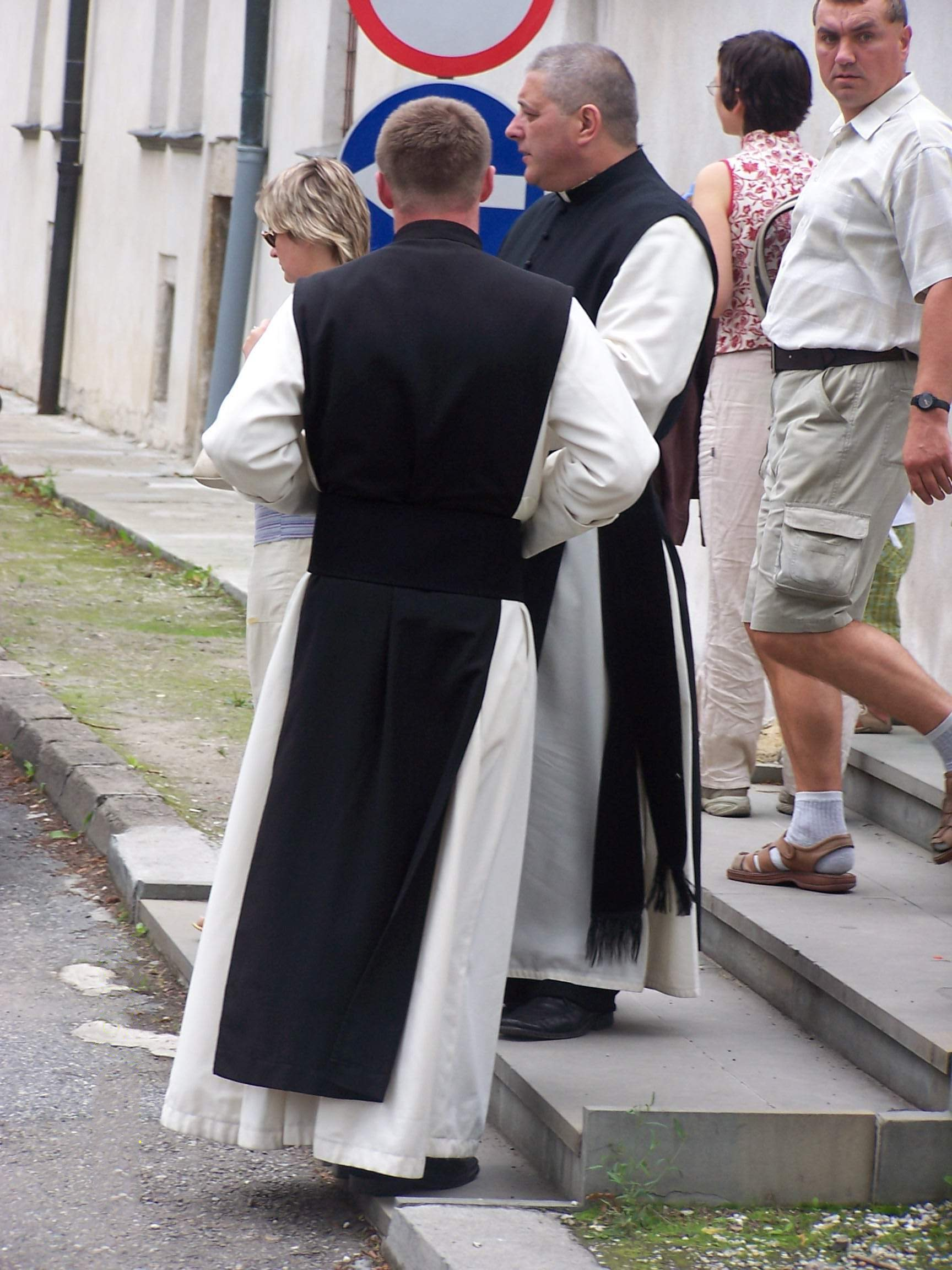
Zwei Zisterzienser im Habit

In ein Zisterzienserkloster eintreten kann jeder erwachsene Mann oder jede erwachsene Frau, der oder die geistig und körperlich dazu geeignet und bereit ist, sich ganz auf ein Leben mit Gott einzulassen und „wahrhaft Gott zu suchen“, wie es Benedikt von Nursia in seiner Regel verlangt. Wer eintreten möchte, besucht das Kloster zunächst als Gast. Nach dieser ersten Kennenlernphase folgt die Kandidatur. Diese dient zur Prüfung, ob der Kandidat für das Zisterzienserleben geeignet ist. Anfangs verbringt der Kandidat einige Wochen in der Klausur des Klosters und erhält so Einblick in das Leben in der Gemeinschaft. Die Kandidatur kann unterschiedlich lange dauern. Nach der Kandidatur folgt das Postulat, das in der Regel mehrere Monate dauert. Der Postulant nimmt am Leben im Kloster teil und übernimmt kleinere Aufgaben innerhalb der Gemeinschaft.
An das Postulat schließt das Noviziat an, das mindestens ein Jahr dauert. Das Noviziat beginnt mit der Einkleidung. Hierbei wird dem Postulanten in einem eigenen Ritus der Habit überreicht und er erhält den Ordensnamen. Mit der Einkleidung wird der Novize fest in das Ordensleben integriert, er übernimmt eigenständige Aufgaben. Er erhält Unterricht, etwa über die Spiritualität des Ordens, dessen Organisation und Geschichte. Postulanten und Novizen sind noch nicht kirchenrechtlich an den Orden gebunden und können das Kloster jederzeit wieder verlassen. Nach dem Noviziat kann der Novize nach Zulassung durch den Oberen und den Konvent die zeitliche Profess ablegen und sich damit zunächst auf drei Jahre an den Orden binden.

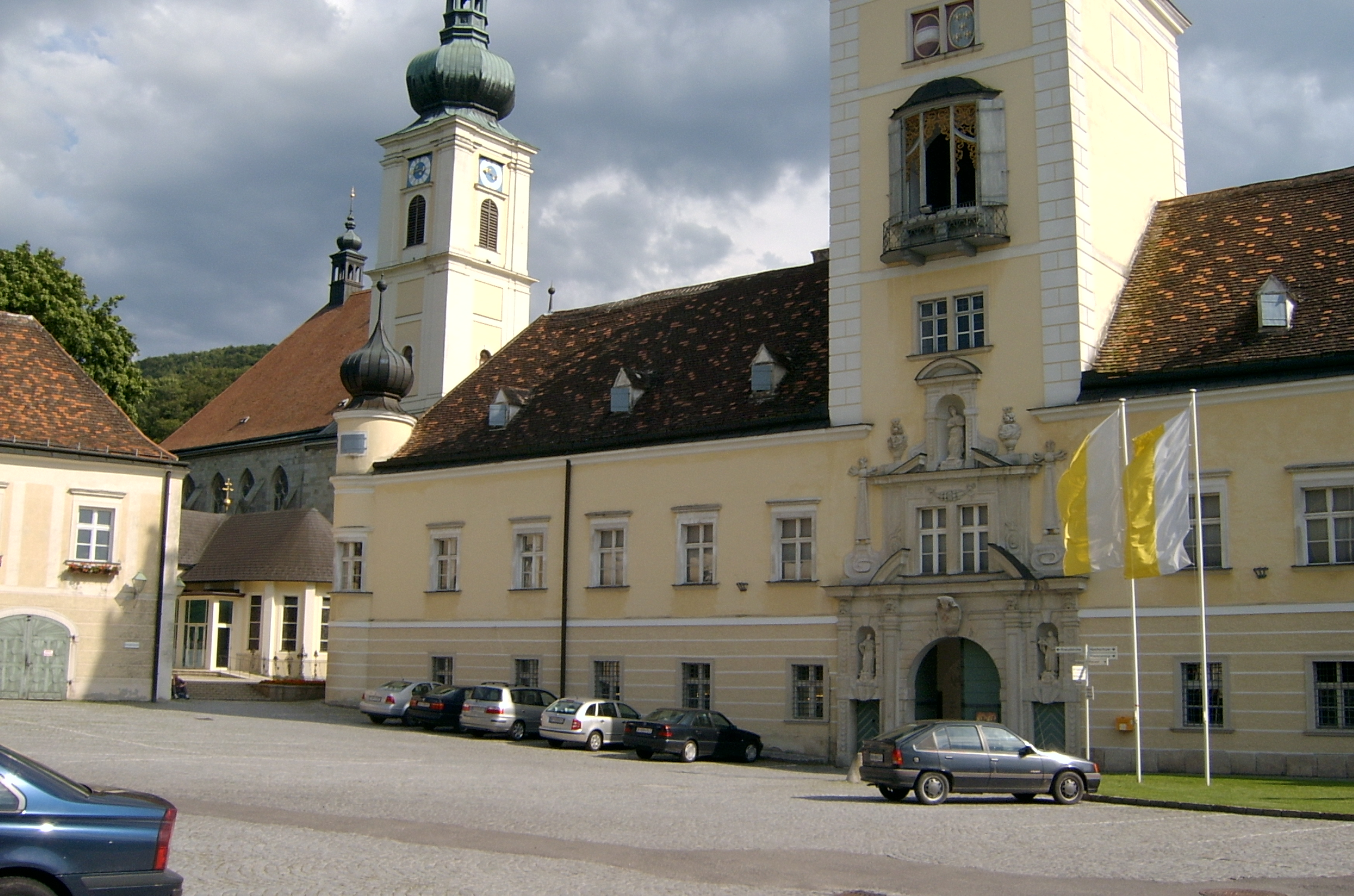
Das Stift Heiligenkreuz führt eine Ordenshochschule päpstlichen Rechtes

Eine dauernde Bindung an den Orden geht der Novize erst ein, wenn er drei (Normalfall) bis maximal neun Jahre nach der zeitlichen die feierliche Profess ablegt. Hierbei gelobt er „klösterlichen Lebenswandel, Beständigkeit und Gehorsam“ bis zum Ende seines Lebens, wie es in der Benediktsregel vorgeschrieben ist. Darin impliziert sind materielle Anspruchslosigkeit und die ehelose Keuschheit. Mit der feierlichen Profess bindet sich der Mönch oder die Nonne an ein bestimmtes Kloster (Stabilitas loci).
Auf Wunsch kann ein Mönch eine weitere Ausbildung machen. Für Abiturienten besteht die Möglichkeit, Theologie zu studieren und sich auf die Weiheämter vorzubereiten. Im deutschsprachigen Raum geschieht dies üblicherweise auf der Ordenshochschule im Stift Heiligenkreuz bei Wien.

## Arbeit und Tätigkeit
Die Zisterzienser leben und arbeiten auch im sozialen und kulturellen Bereich. Viele Klöster betreiben neben ihren eigenen Werkstätten Schulen oder haben als Priester die seelsorgerische Betreuung einzelner Pfarreien übernommen.

### Tagesablauf
Der Tagesablauf der Mönche ist geprägt von den Zeiten des Stundengebets. Die Matutin wird in den frühen Morgenstunden gehalten, meist zwischen 4 und 6 Uhr, die Komplet nach Sonnenuntergang. Zentral ist die tägliche Konventsmesse.

### Bewirtschaftung
Seit ihren Anfängen sagte man den „weißen Mönchen“ ein besonderes Geschick in Land- und Wasserwirtschaft und in der Architektur nach. Ihre Überzeugung von der Würde körperlicher Arbeit führte verständlicherweise zu Erfolgen in den genannten Gebieten. Die Grangie – im Mittelalter ein geläufiger Ausdruck für landwirtschaftliche Speicherbauten – wurde für die Zisterzienser ein Erfolgsprogramm; Laienbrüder (Conversi) und einige wenige Chormönche lebten auf Wirtschaftshöfen, die im Idealfall nicht mehr als 20 km von der Abtei entfernt sein sollten, jedoch gelegentlich weiter entfernt waren. Gegebenenfalls lebte dort auch ein Priestermönch.
Ein Kloster betrieb meistens mehr als eine Grangie; fünf war eine nicht ungewöhnliche Zahl. Die Abtei Ter Duinen hatte 25 Grangien, die insgesamt 10.000 ha umfassten. Auf der Grangie gab es Behausung für die Mönche, Verwaltungsbauten und eine Kapelle. Grangien konnten sich zu weltlichen Siedlungen entwickeln; in manchen Fällen wurden daraus Pfarreien.
Weitere wirtschaftliche Einsatzgebiete der Mönche waren Weinbau, Forstwirtschaft, Mühlenbetrieb, Vieh-, Schaf- und Fischzucht. Zusätzlich dazu verfügten die Mönche meist über mehr oder weniger lukrative Immobilien, etwa im Umfeld ihrer Stadthöfe.

### Verwaltung und Schriftlichkeit
Da sie bald zu bedeutenden Grundherrn und wirtschaftlichen Verantwortungsträgern wurden, galten die Zisterzienser „als Pioniere der Schriftlichkeit im Allgemeinen wie des Urkundenwesens im Besonderen.“ Im Umgang mit Bischöfen und Wohltätern erarbeiteten sie sich eine fortgeschrittene Kultur in Kanzlei und Skriptorium. Wegen des engen Netzwerkes innerhalb des Ordens und der häufigen Briefwechsel im Vor- und Nachfeld der Generalkapitel blühte die Schreibpraxis auf; man spricht von einer Zisterzienserschrift. Auch hier lässt sich eine ausgeprägte Selbstidentifikation mit dem Papst erkennen: Die Zisterzienserurkunden richteten sich formal streng nach dem Vorbild der päpstlichen Kanzlei.
Die Mühe des Ordens um Einheitlichkeit ließ ein beachtliches Regelwerk entstehen. Grundsatzentscheidungen der Ordensführung konnten nur schriftlich vermittelt werden, und es musste schnell gehen: „binnen drei Monaten sollte jede Abtei über eine aktuelle Abschrift der neuesten Statuten verfügen“.

## Architektur

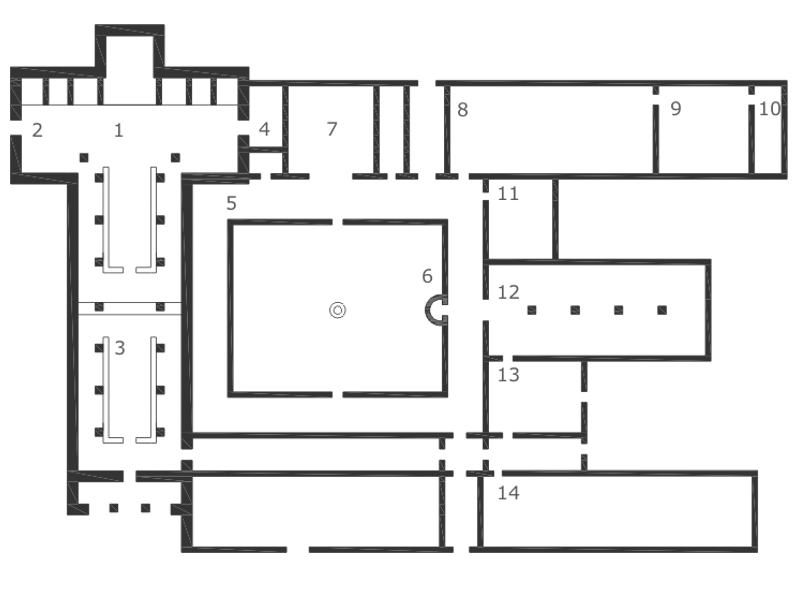
Idealplan eines Zisterzienserklosters, ähnlich Boyle Abbey

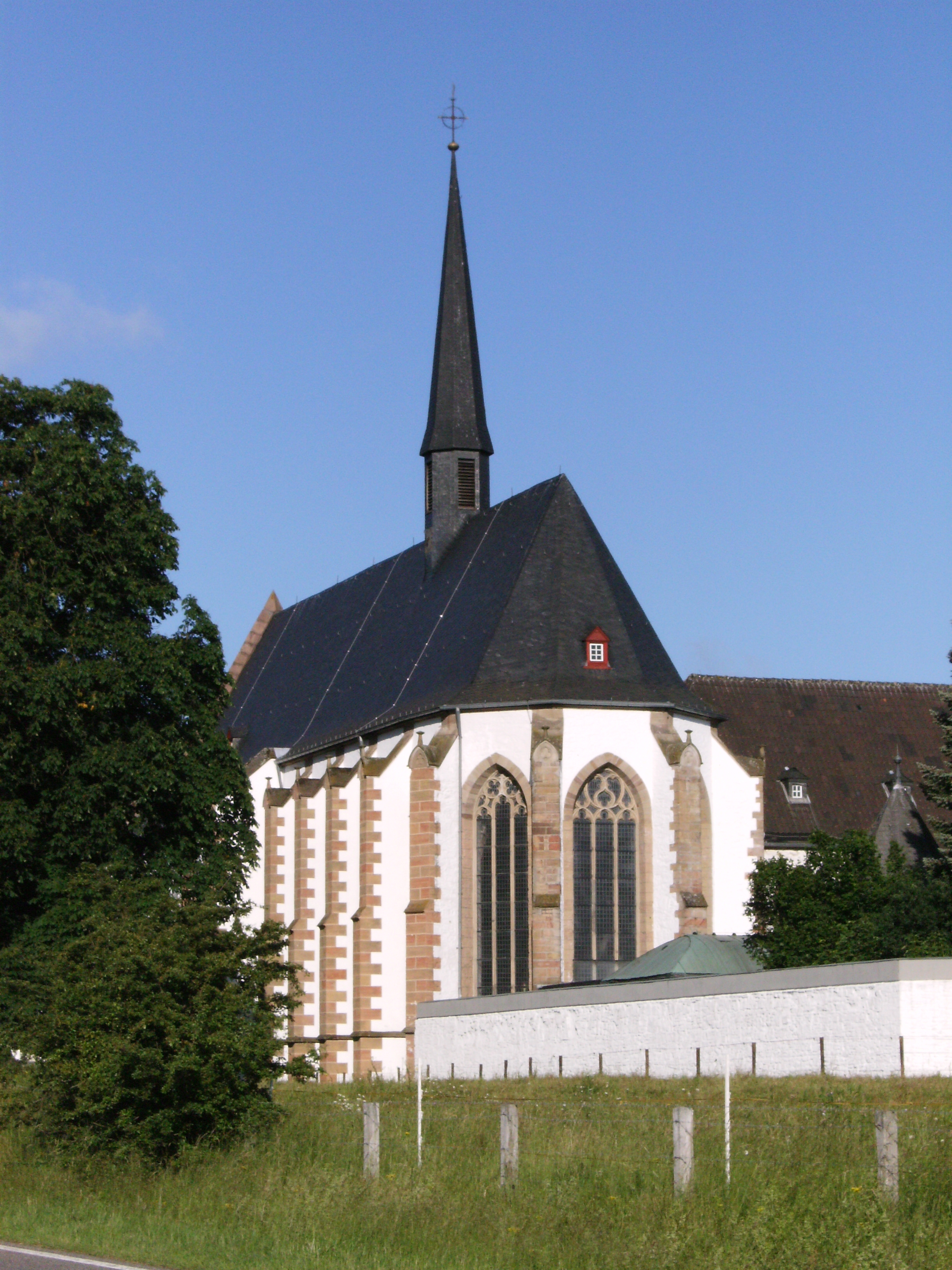
Dachreiter als Merkmal einer turmlosen Zisterzienserkirche, hier Abtei Mariawald

Die Bezeichnung der Klöster des Zisterzienserordens als Zisterze oder in anderer Schreibweise als Cicterce ist vom lateinischen Namen Cistercium des Mutterklosters Cîteaux abgeleitet und bürgerte sich später im Sprachgebrauch des Ordens ein. 1098 gründete der Benediktinerabt Robert von Molesme das Kloster Cîteaux und nannte es „Novum monasterium“, „neues Kloster“. Dessen erste Äbte führten Neuerungen ein, die den Zisterzienserorden noch heute charakterisieren. In Cîteaux wurde besonderer Wert auf Einfachheit gelegt. Es gab keine kostbare Ausstattung, kein wertvolles Kirchengerät und keinen Bauschmuck. Nichts sollte die Mönche von der Liturgie ablenken. Die Räume des Klosters waren ganzjährig weitgehend unbeheizt. Einfachheit und Funktionalität sind Kriterien, die die mittelalterlichen Klosterbauten der Zisterzienser ebenso kennzeichnen wie monumentale Größe und ästhetische Raumwirkung. Andererseits erfahren selbst Durchgänge oder Küchen in vielen Zisterzienserklöstern eine Gestaltung, die weit über ihre Funktionalität hinausgeht.
Die Architektur der Zisterzienserabteien wurde unter anderem durch Bernhard von Clairvaux geprägt. Teilweise wurde im Inneren auf Ornamentierung und Bauschmuck weitgehend verzichtet. Die Verbote, die den Luxus betrafen, sahen außerdem für die Klosterkirche einen krypten- und turmlosen Bau mit flach abschließendem Chor (keine Apsis) vor. Die Kirchen von Männerklöstern hatten zumeist die Form einer Basilika; dabei wurde im Unterschied zu Kathedralen oft auf Strebebögen verzichtet. Frauenklöster des Zisterzienserordens hatten zumeist nur einschiffige Kirchen. Manche Zisterzienserkirchen hatten eine offene Vorhalle, angegliedert an die Westfront (beispielsweise Kloster Maulbronn), Kathedralen hatten derartige Vorhallen mancherorts vor dem Westportal (Kathedrale von Durham), mancherorts vor einem Seitenportal (Lübecker Dom). Bernhard sprach sich gegen das Anbringen von Skulpturen, Bildern und Schmuckformen aus. In der Kirche der Abtei Fontenay ist der Chor so gebildet, dass das an die Vierung anschließende Chorquadrat von schmalen rechteckigen Kapellen für Einzelandachten und Bußübungen flankiert wird.
Am Ende des 12. Jahrhunderts kamen Kapellen hinzu, die sich um einen rechtwinklig um das Chorquadrat geführten Umgang gruppieren. Unter dem Eindruck der großen Umgangschöre wurde das Chorquadrat mit einer polygonalen Apsis abgeschlossen und auch der Umgang entsprechend gestaltet. Die Kapellen behielten ihren rechteckigen Grundriss und wirken wie voneinander isolierte Joche eines äußeren Umgangs (Abteikirche in Clairvaux). Im Lauf des 13. Jahrhunderts erhielten auch die Kapellen einen polygonalen Abschluss (Royaumont, Altenberg), so dass man den Grundriss einer Zisterzienserkirche kaum noch von dem einer anderen Abtei- oder Domkirche unterscheiden kann. Im Innern entsteht durch Festhalten an schlichten Rundstützen und sparsame Verwendung von Profilen und Schmuckmotiven der Eindruck großer Schlichtheit. Auch die Fenster sollten so einfach wie möglich gehalten werden. So setzte sich bald die Grisailletechnik durch: Es wurden Grausilbergläser eingesetzt, deren einzelne Glasfelder durch dunkles Blei zusammengefügt wurden; die Konturen der grauen Glasfelder wurden durch den Auftrag schwarzer Farbe hinzugefügt.
Die These, dass in der Zeit Bernhards von Clairvaux ein Standardtypus für Klöster entstand, an dem sich Neugründungen zu orientieren hatten, lässt sich in keiner Quelle belegen. Insbesondere der mit dem Begriff „bernhardinischer Plan“ ausgedrückte Vorstellung, der typische, im Kirchenbau von Clairvaux (1130er) realisierte Kirchengrundriss mit geradem Chorschluss und am Querhaus aufgereihten Kapellen sei eine verbindliche Umsetzung von Ideen Bernhards von Clairvaux, wird seit 1911/1913 widersprochen. Laut Matthias Untermann ist seit fast einem Jahrhundert geklärt, dass die Zisterzienser keine eigentlichen Bauvorschriften hatten. Die Behauptung, es gäbe solche Vorschriften, hielt und hält sich vor allem in populärwissenschaftlichen Werken oder Publikationen der Nachbarfächer. In den vorliegenden Schriftquellen der Zisterzienser finden sich nur Verbote, die den Bauluxus betreffen.
Schon in der Frühzeit des Ordens wurden Prinzipien für die Lage der Klöster festgelegt: Alle Zisterzen sollten an Orten weit entfernt von menschlichem Verkehr gegründet werden. Daraus ergibt sich die bis heute charakteristische Lage der frühen Klöster in bewaldeten Tälern fernab der großen Städte und bedeutenden Handelsrouten. Zisterzienserklöster auf Bergen oder Höhenzügen sind selten und vielfach nur dadurch begründet, dass ein bereits bestehendes Kloster von den Zisterziensern übernommen wurde (Wörschweiler).

## Organisation des Zisterzienserordens

### Organisation des Gesamtordens
Jede Abtei des Zisterzienserordens ist grundsätzlich selbständig, jedoch den einheitlichen Statuten des Ordens verpflichtet und ihrem Mutterkloster verantwortlich. Die Zisterzienser legten von Anbeginn Wert auf einheitliche Bauten, Bräuche und Tagesabläufe in allen Klöstern des Ordens. Der aus der Carta Caritatis zitierte Satz wurde den Mönchen zum Motto: Una caritate, una regula similibusque vivamus moribus („Wir wollen in einer Liebe, unter einer Regel und nach einheitlichen Bräuchen leben“). Der Abt des Mutterklosters visitiert als Pater Immediat (direkter kirchlicher Oberer) die Tochtergründungen (Filiationsprinzip). Bis zu ihrer Aufhebung im Zuge der Französischen Revolution wurde die Abtei Cîteaux als erste Abtei und daher Mutterkloster des Ordens von den Äbten der ersten vier Tochtergründungen (den Primarabteien) visitiert. In Cîteaux tagte das Generalkapitel unter dem Vorsitz des Abtes von Cîteaux. Seit der Neuorganisierung des Ordens nach der Französischen Revolution steht ein gewählter Generalabt, der in Rom residiert, an der Spitze des Ordens. Die Belange des Ordens werden auf dem Generalkapitel, an dem alle Äbte und Äbtissinnen des Ordens teilnehmen, geregelt. Das Filiationsprinzip wurde spätestens seit dem 16. Jahrhundert durch regional bestimmte Kongregationen ersetzt. Grundlegende Texte zur Regierung und Verwaltung des Ordens wurden vom 12. zum 15. Jahrhundert verfasst; sie wurden im Nomasticon Cisterciense gesammelt.
An der Spitze des Zisterzienserordens steht der Generalabt, derzeit (Stand 2024) Mauro-Giuseppe Lepori OCist, und die Leitung besteht weiterhin aus einem Generalkapitel und einer Ordenssynode. Zudem gibt es einen Generalprokuratoren, den Rat des Generalabts und verschiedene Sekretariate. Der Zisterzienserorden ist zudem in 12 Kongregationen unterteilt.

### Innere Organisation der einzelnen Konvente
Das zisterziensische Ideal, nicht von den Abgaben abhängiger Bauern, sondern nur von der eigenen Arbeit leben zu wollen, führte zu einer spezifischen internen Organisation der einzelnen Konvente: Die Institution der Konversen oder Laienbrüder entstand; ein zisterziensisches Kloster beherbergte zwei verschiedene, organisatorisch deutlich voneinander getrennte Brüdergemeinschaften: die Gruppe der Chormönche, zu der auch Priester gehörten, und die Gruppe der Laienbrüder.
Die Hauptaufgabe der Chormönche war der Gottesdienst, vor allem das Stundengebet. Die Chormönche, die zu Priestern geweiht wurden, spendeten außerdem die Sakramente und Sakramentalien. Auf die Chormönche gehen die kulturellen Aktivitäten des Ordens zurück (zum Beispiel schriftstellerische Tätigkeiten oder das Kopieren von Büchern). Die Chormönche stammten meist aus dem Adel. Zwar legte man in der Anfangszeit des Ordens großen Wert darauf, dass auch die Chormönche Handarbeit verrichteten, da ihnen aber aufgrund ihrer eigentlichen Aufgaben dafür nur begrenzte Zeit und Energie zur Verfügung stand, war das für die Aufrechterhaltung der Klosterwirtschaft nicht ausreichend.
Für den Hauptteil der Handarbeit waren die Laienbrüder zuständig; sie hatten deutlich verringerte Gebetsverpflichtungen. Sie lebten in einem eigenen Flügel des Klosters und hatten in der Kirche ihren Bereich, der von den Chormönchen abgesondert war. Auf die Leitung des Ordens hatten sie keinen Einfluss, bei den Beratungen der Mönche im Kapitel waren sie nur Zuhörer. Für die Anfangszeit des Ordens ist mehrfach belegt, dass auch adelige Männer, begeistert vom Ideal eines demütigen Lebens für Gott, als Laienbrüder in ein Zisterzienserkloster eintraten. Trotzdem stammten vermutlich die meisten Laienbrüder aus niedrigen Gesellschaftsschichten. Ihre Arbeit war für die Zisterzienser unverzichtbar. Sie bebauten das dem Orden gestiftete Land und machten in der Anfangszeit oft große Sumpf- und Waldgebiete urbar. Konversen lebten nicht selten außerhalb des Klosters in entfernten Wirtschaftshöfen, die man als Grangie bezeichnet.
Daneben unterhielten die Klöster Stadthöfe, die als Handelszentren für landwirtschaftliche und handwerkliche Produkte dienten. Oft bestanden an diesen Stadthöfen Kapellen, Spitäler und Herbergen.

### Generalabt
Derzeitiger Generalabt des Zisterzienserordens ist Mauro-Giuseppe Lepori OCist, der bereits 2010 in dieses Amt gewählt und 2022 für eine zweite Amtszeit bestätigt wurde. Gewählt wird der jeweilige Generalabt vom Generalkapitel auf eine Zeit von 12 Jahren. Der Generalabt muss bei einer Wahl in den ersten drei Wahlgängen mit einer Zwei-Drittel-Mehrheit gewählt werden. Sollte es nicht dazu kommen genügt im vierten Wahlgang eine einfache Mehrheit. Der Generalabt ist der Generaloberer des Ordens. Er steht dem Generalkapitel vor. Seine Aufgabe ist es „das spirituelle und materielle Wohl des Ordens zu fördern und vor allem Angelegenheiten zu erledigen, die nicht bis zum nächsten Generalkapitel aufgeschoben werden können“. Zudem definiert die Konstitution folgende weitere Aufgaben:
- Regularvisitation der Klöster der Abtpräsides
- wegen schwerer Notlage oder schwieriger Verhältnisse ein Kloster zu visitieren
- alle Klöster einer Kongregation zu visitieren wegen schwieriger Verhältnisse
- ein Kloster einer Kongregation zu visitieren, wenn er von der Mehrheit des Klosters zur Abhaltung einer Visitation eingeladen wird
- jene Klöster zu visitieren, deren ordentliche Visitation von denjenigen, die dafür zuständig sind, während zweier von den Konstitutionen vorgeschriebenen Perioden nicht durchgeführt wurde
- jedes Kloster während seiner Amtszeit mindestens einmal zu besuchen[32]

Der Generalabt residiert in Rom im Generalatshaus.
Vor der Französischen Revolution war der Abt von Cîteaux der Generalabt des Ordens. Seit der Reorganisation der Ordensstruktur waren folgende Personen Generaläbte des Ordens:
1. Raimondo Giovannini, 1814–1820
2. Sisto Benigni, 1820–1825
3. Giuseppe Fontana, 1825 († 21. Januar 1826)
4. Venceslao Nasini, 1826–1830
5. Sisto Benigni, 1830–1835 (zweite Amtszeit)
6. Nivardo Tassini, 1835–1845
7. Livio Fabretti, 1845–1850
8. Tommaso Mossi (San Bernardo alle Terme), 1850–1853
9. Angelo Geniani (Cortemilia), 1853–1856
10. Teobaldo Cesari (San Bernardo alle Terme), 1856–1879
11. Gregorio Bartolini, 1880–1890
12. Leopold Wackarž (Hohenfurth), 1891–1900
13. Amadeus de Bie, Abtei St. Bernhard (Bornem), 1900–1920
14. Kassian Haid (Mehrerau) 1920–1927
15. Franziskus Janssens (Achel, dann Notre-Dame de Pont-Colbert), 1927–1936
16. Edmondo Bernardini (Santa Croce in Gerusalemme), 1937–1950
17. Matthäus Quatember (Hohenfurth), 1950–1953
18. Sighard Kleiner (Hauterive), 1953–1985
19. Polikárp Zakar (Zirc), 1985–1995
20. Maurus Esteva Alsina (Poblet), 1995–2010
21. Mauro-Giuseppe Lepori (Hauterive), seit 2010

Generaläbte der Zisterzienser von der strengeren Observanz (Trappisten) waren:
1. Sébastien Wyart (Mont-des-Cats und Sept-Fons), 1892–1904
2. Augustin Marre (Igny), 1904–1922
3. Jean-Baptiste Ollitrault de Kéryvallan (Melleray), 1922–1929
4. Herman-Joseph Smets (Westmalle), 1929–1943
5. Dominique Nogues (Timadeuc), Vicarius (Sedisvakanz) ab 1943, 1946–1951
6. Gabriel Sortais (Bellefontaine), 1951–1963
7. Ignace Gillet (Dombes und Aiguebelle), 1964–1974
8. Ambrose Southey (Mount St. Bernard), 1974–1990
9. Bernardo Olivera (Azul), 1990–2008
10. Eamon Fitzgerald (Mount Melleray), 2008–2022
11. Bernardus Peeters (Tilburg), seit Februar 2022

### Generalprokurator
Derzeitiger Generalprokurator ist Pater Lluc Torcal OCist, der bereits 2015 in dieses Amt gewählt und 2022 für eine zweite Amtszeit bestätigt wurde. Der Generalprokurator hat die Aufgabe, sich um die Geschäfte des Ordens beim Heiligen Stuhl zu kümmern und ist die ständige Vertretung aller Kongregationen beim Heiligen Stuhl.
Der Generalprokurator residiert in Rom im Generalatshaus.
Über die Zeit waren folgende Personen Generalprokuratoren des Ordens:
1. Ferdinando Ughelli, um 1637
2. Ilarione Rancati
3. Alano Bagattì (Congregatio S. Bernardi in Italia), 1789–1798
4. Raimondo Giovannini, 1798–1801 (wurde Abtpräses der Congregatio S. Bernardo in Italia, und 1815 Generalabt)
5. Colombino Fatteschi, 1801–1805
6. Sisto Benigni, 1805–1820 (wurde Generalabt)
7. Malachia Leoni, 1820–1825
8. Venceslao Nasini, 1825 (wurde im selben Jahr Generalabt)
9. Paolo Pancaldi, 1826–1833
10. Nivardo Passini, 1833–1835
11. Urbano Poggiarelli, 1835–1840
12. Girolamo Bottino, 1840–1845
13. Alberico Amatori, 1845–1847
14. Tommaso Mossi, 1847–1850
15. Teobaldo Cesari, 1850–1856 (wurde Generalabt)
16. Venceslao Marchini, 1856–1860
17. Girolamo Bottino, 1860–1871
18. Heinricus Smeulders (Bornem), 1871–1892
19. Bernardo Dell’Uomo (S. Bernardo), 1892
20. Mauro Tinti (Congregatio S. Bernardi), 1892–1900
21. Placido Magnanensi (Congregatio S. Bernardi), 1900–1910
22. Ernö (Sándor) Szeghy (Zirc), 1910–1917
23. Raimondo Bazzichi (Santa Croce in Gerusalemme), 1920–1934
24. Matthäus Quatember (Hohenfurth), 1934–1950
25. Sighard Kleiner (Hauterive), 1950–1953
26. Gregorio Battista (Casamari), 1953–1995
27. Meinrad Tomann (Heiligenkreuz), 1995–2015
28. Lluc Torcal (Poblet), seit 2015

### Generalkapitel
Das Generalkapitel ist die höchste Autorität des Ordens in Sachen Beratung, Gesetzgebung und Rechtsprechung. Es tagt ungefähr alle 5 Jahre.

### Ordenssynode
Die Ordenssynode ist ein Organ der Beratung, das den ganzen Orden betreffende Angelegenheiten erörtert und dem Generalkapitel Entscheidungen vorlegt.

### Rat des Generalabtes
Der Rat des Generalabtes berät den Generalabt. Von Amts wegen ist der Generalprokurator automatisch Mitglied des Rates. Das Generalkapitel wählt jeweils drei weitere Äbte und Äbtissin als Räte.
Derzeitige Mitglieder sind: Generalprokurator Pater Lluc Torcal OCist, Abt Peter Verhalen OCist, Abt Präses Johannes XXIII Nguyen Van Son OCist, Abt Pius Maurer OCist, Äbtissin Christiane Hansen OCist, Äbtissin Eugenia Pablo OCist und Äbtissin Gertrud Pesch OCist.

### Sekretariate

#### Sekretariat für die Liturgie
Die Aufgabe des Sekretariats für die Liturgie ist es, an den liturgischen Fragen des Ordens zu arbeiten. Es besitzt eigene Statuten, die 2005 vom Generalkapitel genehmigt wurden, allerdings wurde der Generalabt und seinen Rat 2022 damit beauftragt, neue Statuten auszuarbeiten.
Derzeitige Mitglieder (Stand 2024) des Sekretariats für die Liturgie sind:
| Sekretär   | Pater Colestin (Stift Heiligenkreuz)                                                                  |
| Mitglieder | Pater Antoine (Kloster Lérins), Schwester Judith (Kloster Kismaros), Pater Thomas (Kloster Phuoc-Son) |

#### Sekretariat für die Selig- und Heiligsprechungsverfahren
Die Aufgabe des Sekretariats für die Selig- und Heiligsprechungsverfahren ist es, die Kenntnis über die Heiligen des Ordens zu fördern und es ist mit der Durchführung von Selig- und Heiligsprechungsprozessen betraut.
Derzeitiges Mitglied (Stand 2024) des Sekretariats für die Selig- und Heiligsprechungsverfahren ist:
| Generalpostulator | Pater Pierdomenico (Kloster Casamari) |

#### Sekretariat für die Kommunikation
Die Aufgabe des Sekretariats für die Kommunikation ist es, eine effiziente und moderne Kommunikation unter den Ordensmitgliedern herzustellen.
Derzeitige Mitglieder (Stand 2024) des Sekretariats für die Kommunikation sind:
| Mitglieder | Pater Matthew (Zisterzienserabtei Dallas), Pater Andrew (Kloster Phuoc-Son), Schwester Elisabeth (Kloster Boulaur) |

#### Sekretariat für die Ausbildung
Die Aufgaben des Sekretariats für die Ausbildung sind:
1. Organisation der monastischen Ausbildungskurse des Zisterzienserordens, sowohl auf akademischer als auch auf Ebene der damit zusammenhängenden Sekretariatsarbeit, in Übereinstimmung mit den eigenen Statuten de KMA.
2. Organisation der Kurse für die Oberen des Zisterzienserordens, sowohl in Bezug auf den Inhalt als auch auf die damit zusammenhängende Sekretariatsarbeit.
3. Organisation der verschiedenen Kurse, die vom Generalatshaus online angeboten werden können.
4. Vorbereitung und Bereitstellung von Dokumenten für die Ausbildung.
5. Koordinierung der Ausbildungsaktivitäten in den Kongregationen und zwischen Kongregationen und Gemeinschaften.
6. Koordinierung der Ausbildungsangebote zwischen den Klöstern.
7. Aktualisierung der für die Aus- und Weiterbildung relevanten Dokumente auf der Website des Ordens.

Derzeitige Mitglieder (Stand 2024) des Sekretariats für die Ausbildung sind:
| Sekretär und Sekretärin | Pater Gregorio (Kloster Jędrzejów), Schwester Pauline (Kloster Helfta) |

#### Sekretariat für Rechtsfragen
Das Sekretariat für Rechtsfragen unterstützt Organe und Klöster des Ordens in Rechtsfragen. Es prüft auch alle Änderungen an Regeln des Ordens.
Derzeitige Mitglieder (Stand 2024) des Sekretariats für Rechtsfragen sind:
| Mitglieder | Pater Konrad (Kloster Szczyrzyc), Pater Ignacio (Zisterzienserabtei Dallas), Pater Bazezew (Kloster Shola) |

### Kongregationen
Der Zisterzienserorden ist in verschiedene Kongregationen eingeteilt, die aus mehreren Klöstern bestehen. Die Kongregation sind dabei nicht immer reine Männer oder Frauenkongregationen.
| Name                                                          | Abtpräses                        | Ort                                                  | Anzahl Männerklöster | Anzahl Frauenklöster | Beleg         |
| ------------------------------------------------------------- | -------------------------------- | ---------------------------------------------------- | -------------------- | -------------------- | ------------- |
| Zisterzienserinnenkongregation San Bernardo                   | Angelines de Frutos Benito OCist | Spanien                                              | 0                    | 23                   | [ 45 ]        |
| Kongregation des Heiligen Bernhard in Italien                 | Stefano Zanolini OCist           | Italien, Brasilien                                   | 3                    | 5                    | [ 46 ]        |
| Kongregation der Krone von Aragon                             | Octavi Vilá Mayo OCist           | Spanien                                              | 2                    | 2                    | [ 47 ]        |
| Mehrerauer Kongregation                                       | Vinzenz Wohlwend OCist           | Österreich, Deutschland, Slowenien, Italien, Schweiz | 8                    | 13                   | [ 48 ] [ 49 ] |
| Österreichische Zisterzienserkongregation                     | Maximilian Heim OCist            | Österreich, Deutschland, Tschechien                  | 10                   | 0                    | [ 50 ]        |
| Kongregation von der Unbefleckten Empfängnis                  | Vladimir Gaudrat OCist           | Frankreich, Italien, Vietnam, Kanada                 | 5                    | 1                    | [ 51 ]        |
| Zircer Zisterzienserkongregation                              | Bernát Bérczi OCist              | Ungarn, Vereinigte Staaten von Amerika               | 3                    | 0                    | [ 52 ]        |
| Zisterzienserkongregation von der heiligen Gertrud der Großen | Bruno Robeck OCist               | Deutschland                                          | 1                    | 3                    | [ 53 ]        |
| Kongregation von Casamari                                     | Loreto Camilli OCist             | Italien, Eritrea, Brasilien                          | 13                   | 0                    | [ 54 ]        |
| Polnische Kongregation                                        | Eugeniusz Augustyn OCist         | Polen                                                | 10                   | 0                    | [ 55 ]        |
| Brasilianische Zisterzienserkongregation                      | Luis Alberto Ruas Santos OCist   | Brasilien                                            | 3                    | 3                    | [ 56 ] [ 57 ] |
| Zisterzienserkongregation von der Heiligen Familie            | ?                                | Vietnam                                              | 8                    | 3                    | [ 58 ]        |

## Bekannte Zisterzienser
- Hl. Bernhard von Clairvaux (1090–1153), Abt, Prediger, Schriftsteller, Mystiker. Er zählt mit seinem Freund Wilhelm von Saint-Thierry, Aelred von Rievaulx und Guerric von Igny zu den „vier Evangelisten von Cîteaux“.
- Hl. Robert, hl. Alberich, und hl. Stephan sind die Gründeräbte von Cîteaux und für die Anfänge der Bewegung maßgebend
- Eugen III. († 8. Juli 1153), Papst von 1145 bis 1153
- Sel. Otto von Freising (1112–1158), Geschichtsschreiber
- Isaak von Stella († 1178), Abt und Schriftsteller
- Lucius III. († 1185), Papst von 1181 bis 1185
- Alanus ab Insulis, auch Alan de Lille oder Alanus de Insulis genannt (1120–1202), Scholastiker
- Balduin von Exeter (1125–1190), Abt und Kreuzzugsprediger und Erzbischof von Canterbury
- Sel. Diego von Osma († 1207), Bischof von Osma, Missionar und Mitgründer des Dominikanerordens
- Peter von Castelnau († 1208), Legat im Albigenserland, 1208 ermordet
- Adam von Perseigne († 1221), Abt und Schriftsteller
- Arnold Amalrich († 1225), Führer des Albigenserkreuzzugs, Abt von Cîteaux (1210–1212), Erzbischof von Narbonne (1212–1225)
- Konrad von Urach (um 1180–1227), Abt von Clairvaux (ab 1213/14) und Cîteaux (1217–1219), Kreuzzugsprediger und Kardinal
- Fulko von Toulouse (um 1150–1231), Troubadour, Kreuzzugsprediger, Abt und Bischof von Toulouse
- Hélinand von Froidmont (1160–1233), Dichter, Chronist, Prediger
- Caesarius von Heisterbach (um 1180–1240), Chronist und Erzähler
- Gottfried von Lekno, auch Gottfried von Oliva oder Christian von Preußen genannt (um 1180–1245), Abt, Missionar und erster Bischof von Preußen
- Arnulf von Löwen (um 1200–1250), Abt, Verfasser der dem hl. Bernhard zugeschriebenen rhythmica oratio (Vorlage für O Haupt voll Blut und Wunden)
- Mechthild von Magdeburg (1207–1282), Mystikerin
- Mechthild von Hackeborn (1241–1299), Mystikerin
- Hl. Gertrud von Helfta (1256–1302), Mystikerin
- Johann von Viktring (1270–1347), Geschichtsschreiber
- Peter von Zittau (1275–1335), böhmischer Abt und Schriftsteller
- Benedikt XII. (1285–1342), Papst von 1334 bis 1342
- Katharina von Bora (1499–1552), Reformatorin und Ehefrau Martin Luthers
- Angélique Arnauld (1591–1661), Äbtissin von Port Royal des Champs
- Mauritius Knauer (1613–1664), Abt und Universalgelehrter
- Juan Caramuel y Lobkowitz (1606–1682), Universalgelehrter, einer der Wegbereiter der Infinitesimalrechnung
- Nikolaus Göldlin von Tiefenau (1625–1686), Abt von Tennenbach und Wettingen, Generalvikar der Oberdeutschen Zisterzienserkongregation
- Armand Jean Le Bouthillier de Rancé (1626–1700), Abt von La Trappe
- Paolo Boccone (1633–1704), Botaniker
- Leopold Reichl (1713–1786), bedeutendster Abt von Stift Engelszell
- Dominik Bilimek (1813–1884), Naturforscher, Ratgeber und Begleiter von Kaiser Maximilian I. von Mexiko
- Franz Pfanner (1825–1909), Trappist und Gründer der Mariannhiller Missionare
- Dominikus Willi (1844–1913), Abt und Bischof von Limburg (1898–1913)
- Gregor Eisvogel (1873–1950), erster Trappistenabt von Stift Engelszell und NS-Opfer
- hl. Rafael Arnaiz Barón (1911–1938), spanischer Mystiker und erster heiliggesprochener Trappist
- Thomas Merton (1915–1968), amerikanischer Trappist und Mystiker
- Thomas Keating (1923–2018), US-amerikanischer Trappistenmönch und Abt sowie einer der Mitbegründer des Centering Prayer
- Stephan Reimund Senge (* 1934), Dichter, Schriftsteller, Entwicklungshelfer und letzter Mönch der Abtei Himmerod
- Hermann Josef Roth (* 1938; Ordensname: Antonius), Schriftsteller, Ordenshistoriker, 1973–2013 Redakteur der Cistercienser-Chronik
- Klaus Berger (1940–2020), Bibelwissenschaftler in Heidelberg 1974–2006, Familiar seit 2005
- Gregor Henckel-Donnersmarck (1943–2025), 1999 bis 2011 Abt des Stiftes Heiligenkreuz
- Bernardin Schellenberger (* 1944), Schriftsteller, vormals Trappist
- Orani Joao Tempesta (* 1950), Kardinal, Erzbischof von Rio de Janeiro
- Karl Wallner (* 1963), Hochschullehrer in Heiligenkreuz und Nationaldirektor der Päpstlichen Missionswerke in Österreich

## Bestehende und ehemalige Zisterzienserklöster
Eine Liste der weltweit bestehenden und ehemaligen Zisterzienserklöster ist zu finden unter: Liste der Zisterzienserklöster.

## Ausstellungen
- Die Zisterzienser. Das Europa der Klöster. Der „Konzern der weißen Mönche“, LVR-Landesmuseum Bonn, 29. Juni 2017 bis 28. Januar 2018.
- „Zisterzienser in Heisterbach“, Siebengebirgsmuseum, 17. Mai bis 5. November 2017.

### Überblick
- Alberich Martin Altermatt: Die Cistercienser in Geschichte und Gegenwart: ein Literaturbericht 1970–1980, in: Cistercienser-Chronik 88 (1981), S. 77–120.
- Ulrich Köpf: Die Zisterzienster. Der erste christliche Orden. C. H. Beck, München 2025, ISBN 978-3-406-82957-4.

### Sammelwerke
- Peter Dinzelbacher, Hermann Josef Roth: Zisterzienser. In: Peter Dinzelbacher, James Lester Hogg (Hrsg.): Kulturgeschichte der christlichen Orden in Einzeldarstellungen. Alfred Kröner Verlag, Stuttgart 1997, ISBN 3-520-45001-1, S. 349–379.
- Kaspar Elm u. a.: Zisterzienser, -innen. In: Lexikon des Mittelalters (LexMA). Band 9. LexMA-Verlag, München 1998, ISBN 3-89659-909-7, Sp. 632–650.
- Kaspar Elm, Peter Joerißen und Hermann Josef Roth (Hg.): Die Zisterzienser. Ordensleben zwischen Ideal und Wirklichkeit. = Schriften des Rheinischen Museumsamtes 10. Bonn 1980, ISBN 3-7927-0557-5
- LVR-Landesmuseum Bonn (Hg.): Die Zisterzienser – das Europa der Klöster = Begleitband zur Sonderausstellung. Theiss, Darmstadt 2017. ISBN 978-3-8062-3492-3
- Studien zur Geschichte, Kunst und Kultur der Zisterzienser, Lukas Verlag, Berlin 1996ff. (wissenschaftliche Studienreihe mit derzeit ca. 25 Bänden; DNB-Datensatz)

### Monografien und Aufsätze
- Immo Eberl: Die Zisterzienser. Geschichte eines europäischen Ordens. Thorbecke, Stuttgart 2002, ISBN 3-7995-0103-7.
- Stephanie Hauschild: Das Paradies auf Erden. Die Gärten der Zisterzienser. Thorbecke, Ostfildern 2007, ISBN 978-3-7995-3530-4.
- Leopold Janauschek: Originum Cisterciensium. Bd. 1. Wien 1877 (Volltext)
- Terryl N. Kinder: Die Welt der Zisterzienser. Schnell & Steiner, Regensburg 1997, ISBN 3-7954-1297-8.
- Ulrich Knefelkamp (Hrsg.): Zisterzienser. Norm, Kultur, Reform – 900 Jahre Zisterzienser. Springer, Berlin 2001, ISBN 3-540-64816-X.
- Ulrich Köpf: Die Zisterzienser. Der erste christliche Orden. C.H.Beck, München 2025, ISBN 978-3-406-82957-4
- Jean-Francois Leroux-Dhuys, Henri Gaud [Fotogr.], Ulrike Bischoff [Übers.]: Die Zisterzienser. Geschichte und Architektur. Könemann, Köln 1998, ISBN 3-89508-893-5.
- Ekkehard Meffert: Die Zisterzienser und Bernhard von Clairvaux – Ihre spirituellen Impulse und die Verchristlichung der Erde Europas, mit einer Würdigung des 3. Abtes von Citeaux Stephan Harding, dem Schöpfer der Ordensverfassung „Carta Caritatis“, Stuttgart 2010.
- Bernhard Nagel: Die Eigenarbeit der Zisterzienser. Von der religiösen Askese zur wirtschaftlichen Effizienz. Metropolis, Marburg 2006, ISBN 3-89518-549-3.
- Bernhard Nagel: Die Eigenarbeit der Zisterzienser – ein Konflikt zwischen Askese und wirtschaftlichem Erfolg. In: Cistercienser-Chronik 125 (2018), S. 396–414.
- NN: Anfang und Ende eines Klosters. Neuregelung im Zisterzienserorden. In: Erbe und Auftrag 99. Jg. (2023), S. 448–452.
- Jens Rüffer: Die Zisterzienser und der ‚labor manuum‘. Vom Mythos der Mönche als Baumeister und Bauarbeiter. In: Insitu 2024/1, S. 45–56.
- Franz Winter: Die Cistercienser des nördlichen Deutschlands – Ein Beitrag zur Kirchen- und Kulturgeschichte des deutschen Mittelalters, Perthes, Gotha 1868–1871.
  - Teil I: Die Zisterzienser des nordlichen Deutschlands bis zum Auftreten der Bettelorden. Gotha 1868 (Volltext).
  - Teil II: Vom Auftreten der Bettelorden bis zum Ende des 13. Jahrhunderts, Gotha 1871 (Volltext)
  - Teil III: Von 1300 bis zur Reformation, Gotha 1871 (Volltext)
- Joachim Werz: Die Lebenswelt der Zisterzienser. Neue Studien zur Geschichte eines europäischen Ordens. 2. Auflage Aschendorff, Münster 2020. ISBN 978-3-402-24728-0.
- Joachim Werz und Staatliche Schlösser und Gärten Baden-Württemberg (Hrsg.): Die Zisterzienser. Konzeptionen klösterlichen Lebens. Schnell & Steiner, Regensburg 2017, ISBN 978-3-7954-3194-5.

### Architektur und Technik
- Gereon Christoph Maria Becking: Zisterzienserklöster in Europa. Kartensammlung. Lukas, Berlin 2000.
- Hanno Hahn: Die frühe Kirchenbaukunst der Zisterzienser – Untersuchungen zur Baugeschichte von Kloster Eberbach im Rheingau und ihren europäischen Analogien im 12. Jahrhundert. Verlag Gebr. Mann, 1957.
- Jean-Francois Leroux-Dhuys: Die Zisterzienser. Geschichte und Architektur. Könemann, Köln 1998.
- Bernard Peugniez: Routier Cistercien. Abbayes et sites. Éditions Gaud, Moisenay 2001.
- Peter Pfister: Klosterführer aller Zisterzienserklöster im deutschsprachigen Raum. Éditions du Signe, Strasbourg 1998.
- Ernst Tremp: Technische Leistungen der Zisterzienser in der mittelalterlichen Schweiz. In: Cistercienser Chronik 129 (2023), S. 473–491 (mit Abbildungen).
- Matthias Untermann: Forma Ordinis. Die mittelalterliche Baukunst der Zisterzienser (= Kunstwissenschaftliche Studien. Band 89). Deutscher Kunstverlag, München/ Berlin 2001, ISBN 3-422-06309-9.
- Winfried Schenk: Zisterziensische Klosterlandschaften als Sonderfall der Kulturlandschaft. Prägten auch Frauenzisterzen die Kulturlandschaft? In: Cistercienser Chronik. 131. Jahrgang, Nr. 1. Verlag der Abtei Mehrerau, 2024, ISSN 0379-8291, S. 10–16.